# Dinastia Tây Sơn
La dinastia Tây Sơn (in vietnamita: Nhà Tây Sơn, nell'antico vietnamita chữ nôm: 西山朝, Tây Sơn triều) è stata la penultima dinastia imperiale vietnamita. Comprende tre sovrani che regnarono sui territori dell'odierno Vietnam dal 1778 al 1802. Ebbe origine da una rivolta contadina iniziata nel villaggio di Tây Sơn, che si trova oggi nell'omonimo distretto della provincia di Binh Dinh nel Vietnam centro-meridionale. Il nome del villaggio Tây Sơn viene convenzionalmente usato per indicare la dinastia, la rivolta (rivolta Tây Sơn) e i tre fratelli che ne furono a capo (fratelli Tây Sơn), i cui nomi erano Nguyễn Nhạc, Nguyễn Huệ e Nguyễn Lữ, considerati da molti storici i precursori dei nazionalisti vietnamiti del XX secolo.
I ribelli ebbero un ruolo decisivo nell'unificazione del Paese, rovesciando i regimi dei signori Nguyễn e dei signori Trịnh, che governavano rispettivamente il centro-sud e il nord del Paese per conto degli imperatori Lê, sovrani puramente rappresentativi che da oltre due secoli avevano affidato il potere a queste due famiglie spesso in lotta tra loro. Dopo aver sconfitto e decimato la famiglia dei Nguyễn nel 1777, i fratelli Tây Sơn ebbero difficoltà a mantenere il controllo del sud, impegnati com'erano nella conquista del nord e a risolvere dispute interne. Nel 1786 posero fine al dominio dei Trịnh a nord, ma non contrastarono a sufficienza le truppe di Nguyễn Phúc Ánh, superstite dei Nguyễn, il quale nel 1788 prese definitivamente il controllo del sud. Negli anni successivi, Nguyễn Phúc Ánh si riprese lentamente i territori che erano stati sotto il controllo della sua famiglia e sconfisse definitivamente i Tây Sơn nell'estate del 1802 conquistando l'ultima roccaforte di Thăng Long, l'odierna Hanoi.

## Premesse
Nel XVIII secolo lo Stato Đại Việt, l'odierno Vietnam, era retto dalla dinastia Lê, i cui imperatori erano però delle figure puramente rappresentative e avevano da lungo tempo delegato i poteri alle famiglie feudali dei signori Trịnh, che governavano il nord del Paese, detto Đàng Ngoài, dalla corte imperiale di Thăng Long, e dei signori Nguyễn, che controllavano da Phú Xuân il centro-sud del Đại Việt, detto Đàng Trong, una divisione in atto dalla metà del XVI secolo. Pur essendo leali agli imperatori Lê, i due clan furono tra loro in guerra per circa mezzo secolo fino al 1672, e negli anni che seguirono non vi furono comunque segnali di riappacificazione, vi fu anzi un consolidamento di due entità regionali profondamente diverse tra loro, che costituirono di fatto due stati aventi caratteristiche e politiche differenti. I Trịnh e la società del nord erano orientati verso la Cina e in generale verso il nord, mentre i Nguyễn svilupparono i rapporti quasi esclusivamente con il Sud-est asiatico, isole comprese.
Dopo la fine del conflitto con i Trịnh, i Nguyễn proseguirono lo stato di guerra continuando l'espansione verso il delta del Mekong contro le comunità chăm, contro i deboli sovrani della Cambogia e contro il Siam, al quale disputarono la suzeraineté sul territorio khmer. La società rimase quindi militarizzata a discapito della tradizione confuciana e dell'organizzazione civile dello Stato. Negli anni sessanta del Settecento cominciarono le proteste e le incursioni da parte delle popolazioni di montagna contro gli insediamenti dei Nguyễn, in un periodo in cui aumentava nella zona la popolazione vietnamita e i raccolti erano scarsi. In seguito molte di queste comunità si sarebbero unite alla rivolta Tây Sơn. Vi fu inoltre da parte dei Nguyễn l'ambizione di affrancarsi dai Lê, tentando invano di farsi riconoscere come sovrani dalla Cina e emanando un editto in cui si dichiaravano di pari livello con gli imperatori Lê, anziché semplici sudditi. Anche a nord si registrarono proteste contadine contro i Trịnh per le precarie condizioni di vita dovute all'alta tassazione, da cui molti ricchi riuscivano a essere esenti, e a disastri naturali. Diverse proteste degenerarono e diventarono rivolte che le forze armate Trịnh faticarono a controllare tra gli anni trenta e il 1770.
Fu un'epoca di grande fermento anche per il crescente numero di mercanti e missionari europei che arrivarono e che crearono nuove opportunità per il popolo, e per la formazione di una scuola di nuovi importanti intellettuali impegnati a trovare rimedi per i problemi che si stavano creando. Le guerre in territorio cambogiano contribuirono a svuotare le casse del governo Nguyễn e il gran numero di truppe inviate in territori sempre più lontani assottigliarono i margini di controllo del governo di Phú Xuân sulla popolazione e sul territorio che aumentavano. Anche le spese eccessive degli ambiziosi Nguyễn destinate a costosi progetti che avevano come unico scopo quello di aumentare il loro prestigio contribuirono al vistoso calo dell'economia, all'aumento della corruzione e soprattutto del carico fiscale. A partire dal 1723 aumentarono periodicamente le tasse per gli affitti, a cui si aggiunsero le illecite maggiorazioni imposte da corrotti esattori, e fu raggiunto il culmine nel 1770 con le imposte per i commercianti.
Gli aumenti furono applicati anche ai mercanti stranieri, la maggior parte dei quali improvvisamente smise di arrivare nei porti di Đàng Trong. Anche gli artigiani e i commercianti sino-vietnamiti, le cui vendite calavano, videro nella rivolta Tây Sơn una possibile soluzione ai loro problemi. Lo stagno, per il quale il Đại Việt dipendeva esclusivamente dalle importazioni, era usato per la monetazione e venne a mancare; le nuove monete furono fatte con lo zinco che si alterava più in fretta e aveva poco valore. I produttori di riso preferirono tenersi le scorte anziché venderlo, facendone lievitare il prezzo e scarseggiare la disponibilità; in particolare la corte Nguyễn iniziò a comprare l'economico riso dai nuovi insediamenti in Cocincina anziché nella regione di Quy Nhơn, di cui fa parte il villaggio Tây Sơn, i cui addetti alla produzione entrarono in crisi.

## Origini e istruzione dei fratelli Tây Sơn
I progenitori dei tre fratelli Nguyễn Nhạc, Nguyễn Huệ e Nguyễn Lữ erano originari del nord, dalla provincia di Nghe An. Erano rimasti coinvolti nella guerra tra i due clan Trịnh e Nguyễn e attorno alla metà del Seicento un bisnonno era stato catturato dai Nguyễn e costretto a stabilirsi nella regione di Quy Nhơn, a quel tempo zona di frontiera con pochi vietnamiti e diversi chăm. Il padre dei tre fratelli si era quindi trasferito definitivamente con tutta la famiglia nella vicina Tây Sơn. Secondo alcune fonti appartenevano al clan Hồ di cui faceva parte Hồ Quy Ly, un famoso militare che negli anni a cavallo del 1400 aveva preso il potere ai danni della dinastia Trần e aveva governato il Paese fino all'invasione cinese della dinastia Ming nel 1407. La dinastia Hồ si fece quindi la pessima fama di aver consegnato il Paese ai cinesi; il padre dei tre fratelli Tây Sơn, Hồ Phi Phuc, era un commerciante e aveva sposato Nguyễn Thi Dong, in qualche modo parente dei signori Nguyễn; i tre figli presero il cognome della madre per avere maggiori rispetto e opportunità e per legittimare la loro scalata al potere.

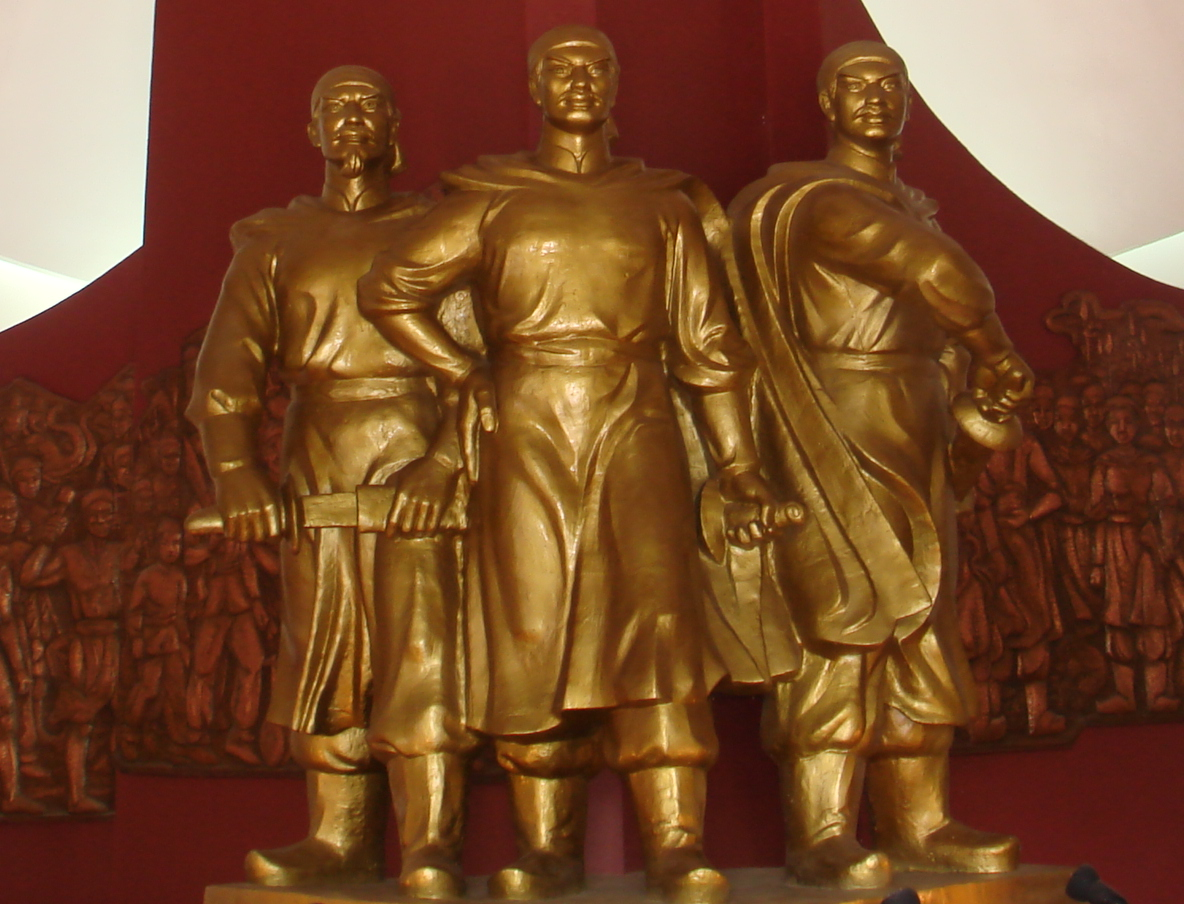
Statue in bronzo dei fratelli Tây Sơn, da sinistra Nguyễn Huệ, Nguyễn Nhạc e Nguyễn Lữ.

I tre fratelli ebbero un'ottima istruzione da Truong Van Hien, un letterato e politico che si era rifugiato nel loro villaggio e che li educò alla letteratura e alle arti marziali. Fin dall'adolescenza il più carismatico, forte e intelligente dei tre fu Nguyễn Huệ, brillante nell'apprendimento di qualsiasi materia, in particolare delle arti militari e marziali. Le sue doti sorpresero Truong Van Hien, che lo spinse a farne uso per ribellarsi contro i corrotti governanti per salvare il Paese e in nome dei poveri; lo invitò inoltre a guidare la rivolta per diventare un grande imperatore e conquistare i cuori della popolazione. Il fratello maggiore Nguyễn Nhạc, che si fece la fama di persona spietata e testarda, durante il suo lavoro di esattore delle tasse entrò in contatto con studiosi e funzionari che avrebbero aderito alla rivolta. Aiutò il padre commerciando con i chăm e altre tribù tay delle montagne e sposò inoltre una principessa chăm, la quale avrebbe portato a unirsi al movimento molti altri chăm, che videro nella rivolta un'opportunità per recuperare parte del potere perduto.

## Rivolta

### Inizi (1771-1775)
La rivolta ebbe inizio nel 1771 nel villaggio di Tây Sơn per protestare contro i soprusi del mandarino Trương Phúc Loan, che fino al 1765 era stato ministro del sovrano Nguyễn Phúc Khoát dei Nguyễn. Alla morte di questi, Trương Phúc Loan aveva posto sul trono il 16º figlio di Phúc Khoát, il giovane Nguyễn Phúc Thuần, e aveva fatto uccidere l'erede legittimo Nguyễn Phúc Luân, primo figlio del sovrano. Si era quindi fatto nominare reggente e in questa veste stava esercitando il potere da spietato tiranno arricchendosi, aumentando i propri poteri ed esasperando con nuove pesanti tasse il popolo, che già viveva in condizioni di miseria e che auspicò il ritorno al potere di un legittimo signore Nguyễn. I tre fratelli di Tây Sơn seppero gestire la rabbia popolare e si posero a capo dei ribelli. Si è ipotizzato che il vero motivo per cui diedero il via alla rivolta fosse la dubbia gestione che il maggiore di loro, Nguyễn Nhạc, aveva fatto dei proventi delle tasse raccolte, probabilmente spendendoli al gioco d'azzardo, o il fatto che non fosse riuscito a raccogliere le tasse e si sentisse in pericolo di venire incriminato.
In ogni caso Nhạc si rifugiò sulle vicine montagne nel distretto di An Khê accompagnato dai fratelli, e insieme radunarono un largo seguito di contadini, membri dell'etnia chăm, delle tribù montane e in genere popolani che chiedevano la fine della tirannia di Trương Phúc Loan. Riuscirono in quest'intento facendo leva sul proprio carisma, convincendo il popolo che erano stati inviati dal cielo e da forze sovrannaturali per guidare la ribellione, citando vecchie profezie, fatti straordinari che si dice fossero capitati a Nhạc e altri fatti premonitori accaduti in passato, la forza fisica fuori dal comune che aveva Nguyễn Huệ ecc. Molte furono le leggende e i racconti popolari che nacquero attorno ai fratelli Tây Sơn, in buona parte alimentati ad arte dagli stessi fratelli con trucchi ad effetto.

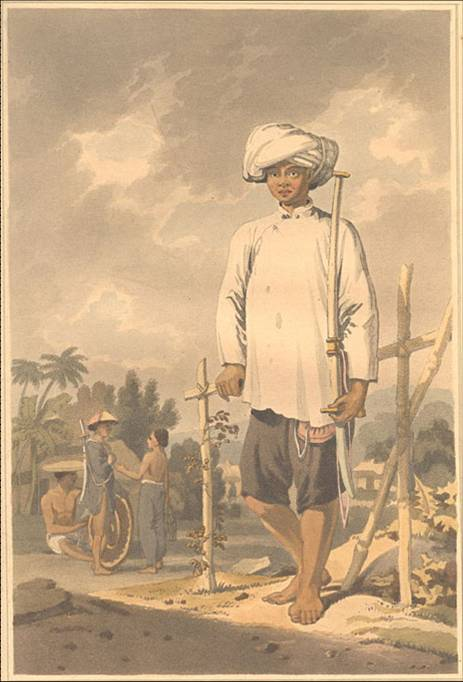
Soldati Tây Sơn

I primi tre anni furono dedicati a consolidare la base sulle montagne e a radunare nuovi ribelli. La zona di An Khê offriva i vantaggi di essere quasi inaccessibile, facilmente difendibile, ricca di risorse naturali e umane; era inoltre ben nota a Nguyễn Nhạc, il quale ci veniva per vendere le sue merci e quindi conosceva bene i locali e il territorio. In queste alture i fratelli Tây Sơn vinsero le prime battaglie che gli permisero di attrarre nuovi ribelli, soprattutto i membri delle tribù montane che di solito non interferivano sulle vicende interne dei vietnamiti. L'esercito Tây Sơn si fece un'onorevole reputazione di non distruggere al suo passaggio i beni dei contadini. Il suo motto era "rubare ai ricchi per dare ai poveri", e anche quando entravano nelle case dei ricchi non facevano danni, se questi opponevano resistenza gli prendevano i beni di valore da distribuire ai poveri e tenevano per sé il cibo. Quando entravano per liberare un nuovo villaggio erano spietati nel punire i proprietari terrieri più avidi, i funzionari corrotti e i ladri, guadagnandosi la stima del popolo dell'intera regione.
In questi primi anni si unirono alla rivolta anche personaggi di altre classi sociali che speravano in un miglioramento della società e dell'economia, come una principessa chăm, alcuni ricchi commercianti e uomini d'affari cinesi che contribuirono a finanziare il movimento, monaci buddhisti, intellettuali, impiegati statali e piccoli commercianti. Dopo tre anni sulle montagne, le truppe Tây Sơn scesero nelle pianure nel 1774 ed entrarono a Quy Nhơn, sbaragliando la guarnigione locale e trasformando l'importante città costiera nella loro roccaforte. Iniziarono quindi compatte la marcia verso sud, terrorizzando e piegando le resistenze dei militari Nguyễn usando anche stratagemmi, come fingere di ritirarsi e far cadere il nemico in imboscate.

### Invasione dei Trịnh
Con le forze dei Nguyễn in crisi e costrette a difendersi, i signori Trịnh ne approfittarono e inviarono ad attaccare il nord del dominio Nguyễn un esercito di 30 000 uomini che attraversarono la frontiera sul fiume Gianh, abbatterono la muraglia di Dong-hoi eretta a scopi difensivi dai Nguyễn e arrivarono indisturbati alla capitale Phú Xuân, l'odierna Huế, dove si fecero consegnare il reggente Trương Phúc Loan prima di occupare la città nel 1775. L'evento colse di sorpresa i Tây Sơn, che vennero a trovarsi sotto la pressione dei Trịnh a nord proprio quando l'avanzata a sud era stata bloccata da una controffensiva Nguyễn. Scesero quindi a patti con i Trịnh, a cui inviarono doni preziosi proponendo un'alleanza contro i Nguyễn. L'offerta fu accettata dai Trịnh, che la ritennero conveniente e inquadrarono i Tây Sơn nelle file del proprio esercito con il compito di continuare a combattere i Nguyễn.

### Guerra nel sud contro i Nguyễn (1775-1785)
Ebbe quindi inizio nel 1775 una serie di scontri nel sud per distruggere i Nguyễn la cui prima fase sarebbe durata 10 anni. I Tây Sơn riuscirono per la prima volta nel 1776 a conquistare Saigon, situata nell'antica provincia di Gia Định, grazie a un'incursione navale lungo il fiume Saigon guidata da Nguyễn Lữ, il minore dei tre fratelli. I Nguyễn si ripresero subito la città costringendo la flotta Tây Sơn a tornare a Quy Nhơn. L'anno dopo vi fu il nuovo attacco agli ordini di Nguyễn Lữ e Nguyễn Huệ, questa volta con una flotta fiancheggiata con truppe di terra; l'operazione durò sei mesi e si concluse con la nuova conquista di Saigon, la distruzione dell'esercito nemico e l'esecuzione di quasi tutti i membri della famiglia Nguyễn. Al termine, Huệ fece ritorno a Quy Nhơn lasciando una guarnigione a Saigon. Uno dei pochi Nguyễn che si salvarono fu il principe quindicenne Nguyễn Ánh, figlio del defunto erede al trono Nguyễn Phúc Luân, che si rifugiò ad Hà Tiên e in un'isola nei pressi del confine cambogiano.

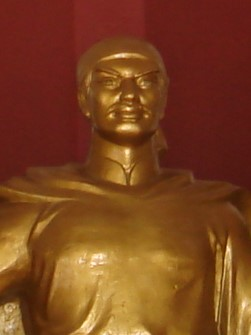
Nguyễn Nhạc, primo sovrano Tây Sơn

#### Fondazione della dinastia a Quy Nhơnn
Nel 1778 Nguyễn Nhạc si fece proclamare sovrano con il nome Thái Đức a Cha Ban, sito nei pressi dell'antica capitale Vijaya del Regno Champa e di Quy Nhơn, fondando la dinastia Tây Sơn. Poté farlo senza alcuna interferenza dei Trịnh, le cui truppe in marcia verso sud erano state colpite da un'epidemia e avevano dovuto ritirarsi a Phu Xuan. I centri di potere nel Paese diviso divennero quindi tre:
- Thăng Long (Hanoi) nel nord, capitale imperiale dei Lê ma dominata dai signori Trịnh, le cui truppe avevano sconfinato nel centro-nord fino a occupare Phú Xuân (Huế)
- Quy Nhơn, nel centro-sud, saldamente nelle mani dei Tây Sơn
- Saigon, nell'estremo sud, il cui controllo era in bilico tra i Tây Sơn e i Nguyễn.

#### Difficile controllo di Saigon
Dopo la partenza delle truppe Tây Sơn, Nguyễn Ánh aveva pianificato la riconquista di Saigon con il comandante Đỗ Thanh Nhơn, un alto ufficiale lealista dei Nguyễn, il cui esercito riprese il controllo della città sconfiggendo lo scarso contingente lasciato da Nguyễn Huệ. Il motivo per cui i Tây Sơn facevano rientrare il grosso delle truppe dalla Saigon occupata era probabilmente dovuto al fatto che potevano scendere all'attacco quando il monsone spingeva le loro navi verso sud e solo alcuni mesi dopo, quando i venti del monsone giravano verso nord, potevano rientrare a Quy Nhơn, dove si sentivano maggiormente al sicuro. L'anno dopo, le truppe di Nhơn misero prima in fuga dalla provincia di Gia Dinh le truppe e la flotta Tây Sơn e in seguito appoggiarono una rivolta in Cambogia con cui fu ucciso il sovrano filo-siamese Ang Non II. Nel 1780, Nguyễn Ánh si autoproclamò Nguyễn Vương (re dei Nguyễn) con il supporto dell'esercito di Nhơn, fece occupare tre province limitrofe e diede il via alla riorganizzazione dello Stato; l'anno successivo fece uccidere Nhơn, forse ingelosito dalla fama del generale diventato popolare al punto di offuscare la sua immagine.
I Tây Sơn approfittarono della morte di Nhơn, il nemico che temevano maggiormente, e della ribellione delle sue truppe, e nel giro di pochi mesi ripresero Saigon disponendo un blocco navale. Quando entrarono in città, le truppe Tây Sơn massacrarono buona parte della locale comunità cinese, comprese donne e bambini, forse per vendicare la morte di collaboratori di Nguyễn Nhạc per mano di soldati cinesi. Nguyễn Ánh fu costretto ancora a fuggire e nel periodo successivo trovò il supporto del generale Chau Van Tiep, che con i propri uomini si era rifugiato nelle montagne della provincia di Phu Yen, roccaforte da cui controllava un territorio situato tra le zone di influenza dei Nguyễn e dei Tây Sơn.

#### Vittoria sui siamesi alleati dei Nguyễn

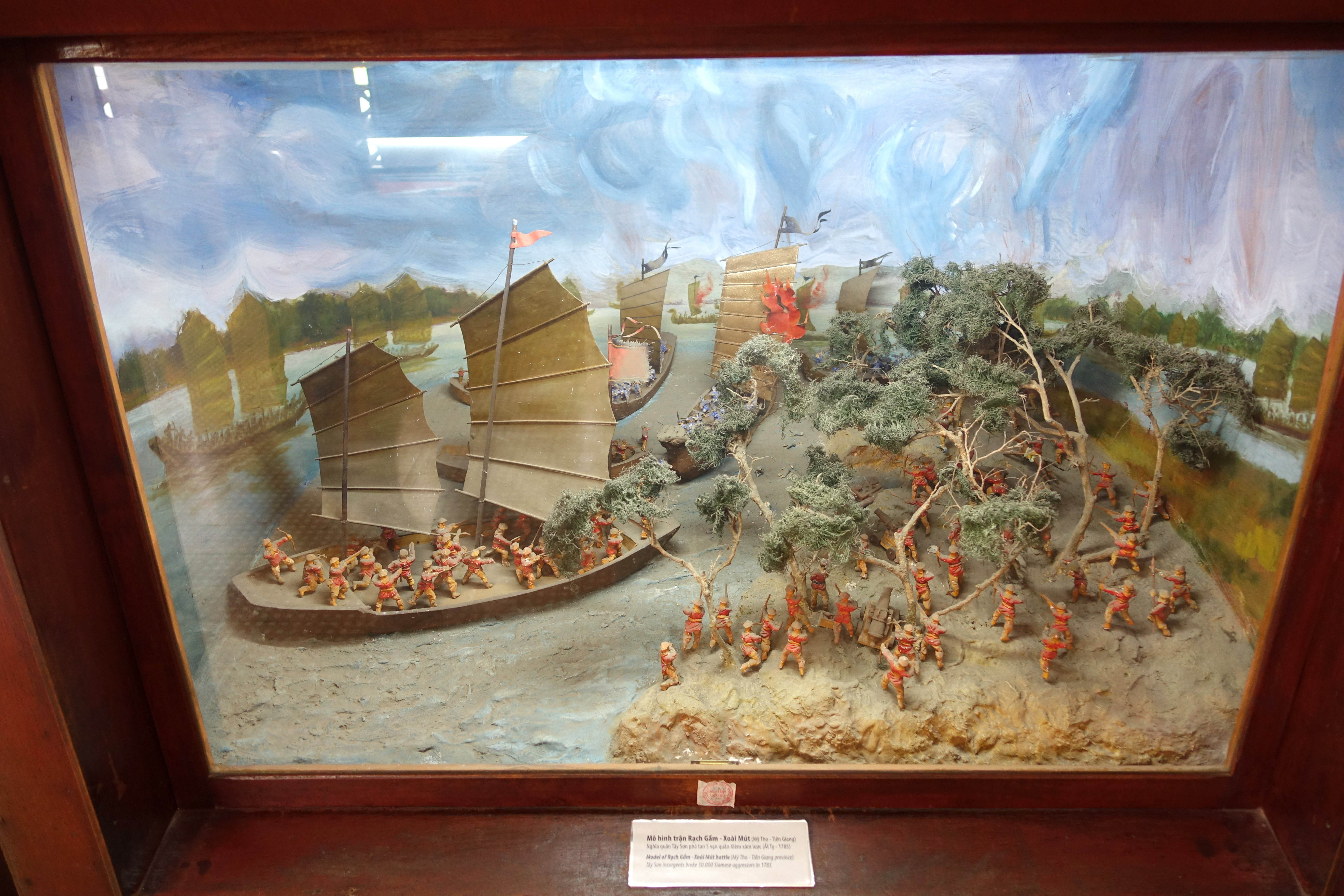
Hanoi, museo di Storia vietnamita. Dipinto della battaglia di Rạch Gầm-Xoài Mút, in cui flotta ed esercito siamese a supporto delle forze di Nguyễn Ánh furono sbaragliati dai Tây Sơn.

Nell'ottobre 1782, le forze Nguyễn cacciarono nuovamente la guarnigione lasciata dai Tây Sơn a Saigon e Nguyễn Ánh fece ritorno in città. All'inizio del 1783, i Tây Sơn contrattaccarono e sconfissero duramente le truppe di Nguyễn Mân, fratello di Ánh, che morì in battaglia. Nel corso di questo attacco emersero per l'ennesima volta le doti strategiche di Nguyễn Huệ, che vinse sfruttando i venti monsonici e utilizzando gli elefanti da guerra, raramente impiegati in precedenza in questa regione. Nguyễn Ánh tornò a Phu Quoc ma fu rintracciato e a fatica si salvò su un'altra isola; all'inizio del 1784 chiese aiuto ai siamesi, il cui re Rama I mandò in Cocincina una flotta di 300 navi e un esercito di oltre 20 000 uomini che dopo una serie di vittorie fu decimato dai Tây Sơn nel gennaio 1785 nella battaglia di Rạch Gầm-Xoài Mút, nella zona dell'odierna provincia di Tien Giang, in quella che è rimasta una delle più grandi vittorie nella storia militare vietnamita. I pochi superstiti furono costretti a ritirarsi, Nguyễn Ánh si rifugiò dapprima su alcune isole al largo delle coste cambogiane e in seguito a Bangkok.

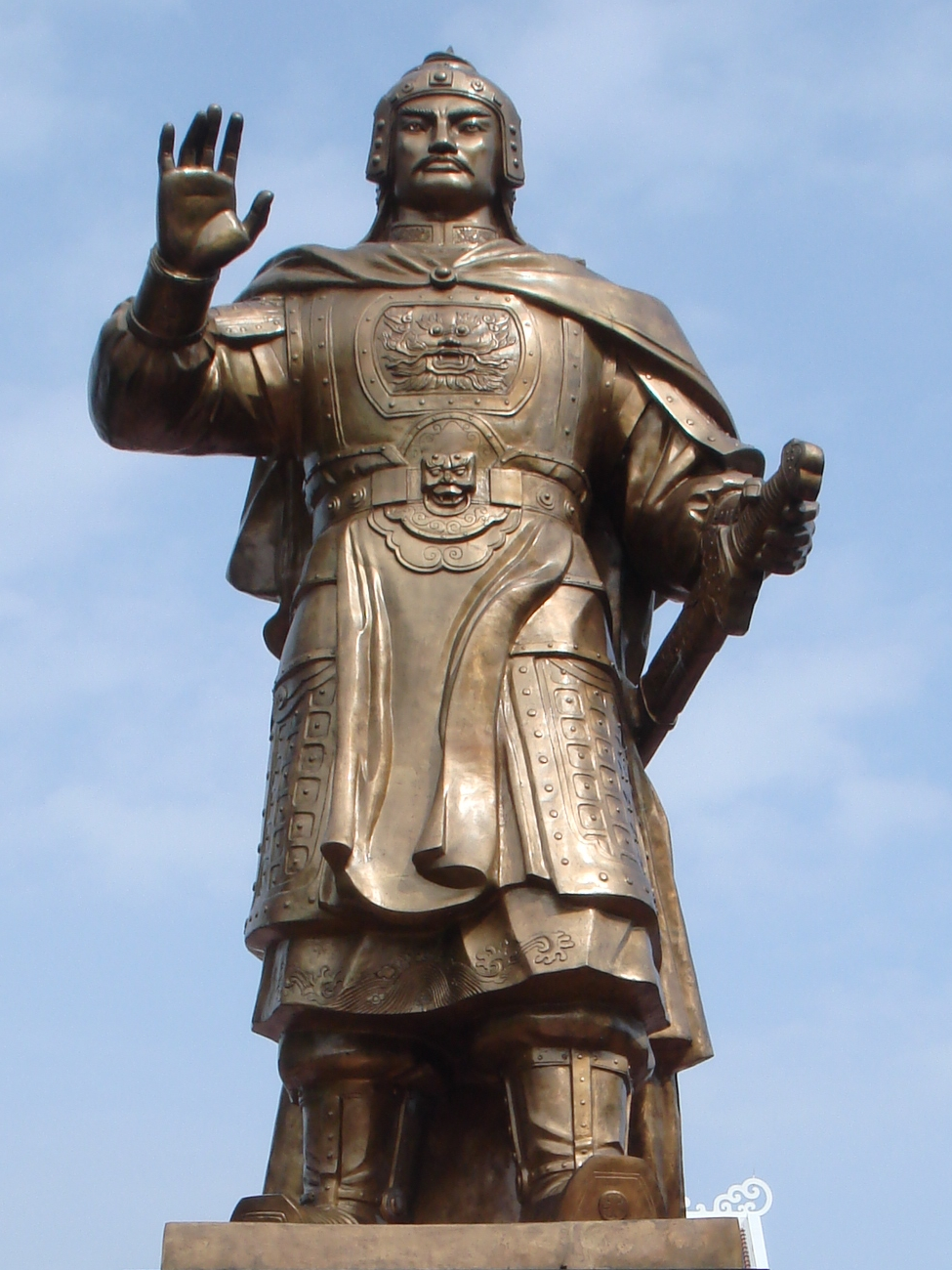
Statua di Nguyễn Huệ a Quy Nhơn

### Guerra nel nord (1786-1789)
In quegli anni il dominio dei Trịnh a nord era entrato in crisi, causata da carestie, inondazioni e dalle spese esagerate del signore Trịnh Sâm. Altri fattori che aggravarono la situazione furono la nomina a erede al trono di un figlio avuto da Trịnh con una concubina anziché il primogenito, evento che creò a corte lo scontro fra le due fazioni che sostenevano ciascuna uno dei due figli del sovrano, e la diserzione dall'esercito Trịnh di Nguyễn Hữu Chỉnh, un ambizioso guerriero che si unì ai i Tây Sơn e iniziò a incitarli alla conquista del nord. Viste le condizioni favorevoli e ritenendo il sud al sicuro dopo la sconfitta inflitta ai siamesi e a Nguyễn Ánh, Nguyễn Nhạc spedì al nord un esercito affidato a Nguyễn Huệ e allo stesso Nguyễn Hữu Chỉnh che espugnò Phú Xuân nel giugno 1786. Nguyễn Huệ aveva ricevuto l'ordine di fermarsi alla frontiera sul fiume Gianh, ma Hữu Chỉnh lo convinse ad approfittare della situazione e continuare l'avanzata verso nord. L'esercito si rimise in moto accompagnato da una flotta di 400 navi e in breve occupò con facilità Nghe An e Thanh Hóa.

#### Vittoria sui Trịnh e sottomissione all'imperatore Lê
La rapida avanzata Tây Sơn e la perdita di questi vicini territori provocarono l'allarme alla corte dei Trịnh e fu dato l'ordine di bloccare a Son Nam (l'odierna Hưng Yên), punto in cui si diramano i bracci del delta del fiume Rosso che conduce alla capitale imperiale Hanoi, chiamata allora Thăng Long o Đông Kinh. Con uno stratagemma Nguyễn Huệ fece consumare tutte le munizioni al nemico e la flotta poté risalire il fiume verso la capitale; Trịnh Sâm fuggì nella vicina Son Tay e si suicidò quando stava per essere catturato, ponendo fine alla dinastia dei signori Trịnh. La flotta Tây Sơn fece il suo trionfale ingresso in Thăng Long il 21 luglio 1786. Nella capitale Nguyễn Huệ impose alle proprie truppe una stretta disciplina e fece atto di sottomissione all'imperatore Lê Hiển Tông. Fu ricevuto ufficialmente dall'imperatore e gli annunciò le restaurazione del potere della dinastia Lê, il sovrano lo ricompensò nominandolo generale e duca di Uy, dandogli inoltre in sposa la propria figlia Lê Ngọc Hân. Poco dopo l'imperatore morì e gli succedette sul trono il debole figlio Lê Chiêu Thống.

#### Lotte interne tra i Tây Sơn

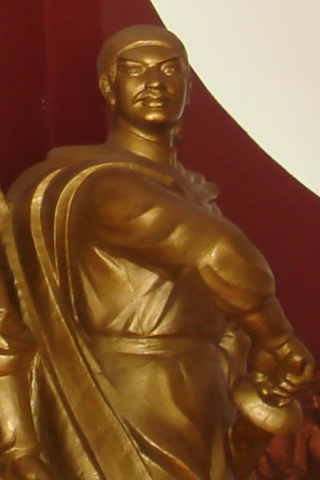
Statua raffigurante Nguyễn Lữ

Poco dopo giunse a Thăng Long con le sue truppe anche Nguyễn Nhạc, che intese affermare la propria supremazia e a sua volta garantì all'imperatore Lê il supporto dei Tây Sơn, che tornarono quindi a sud tutti assieme con i loro uomini. A questo punto il Paese era sotto controllo dei Tây Sơn, che ebbero una disputa al termine della quale si spartirono i territori conquistati. A Lữ furono affidati Saigon e il sud, Nhạc rimase al controllo del centro-sud da Quy Nhơn, mentre a Huệ che si era installato a Phú Xuân fu dato in mano il centro-nord. Si pensava che l'imperatore Lê potesse mantenere il controllo del nord da Thăng Long sotto la protezione dei Tây Sơn.
Lê Chiêu Thống era però facilmente influenzabile e non seppe contrastare il ritorno dei Trịnh rimasti, che imposero nuovamente la loro influenza a corte. Il sovrano informò di questo fatto Nguyễn Hữu Chỉnh, il quale ne approfittò per prendere l'iniziativa, entrò nella capitale alla guida di 10 000 uomini, sconfisse le truppe dei Trịnh e divenne per un breve periodo il nuovo leader del nord. Non era stato autorizzato da Nguyễn Huệ, che gli ordinò di rientrare ma Hữu Chỉnh si rifiutò e consigliò anzi all'imperatore di farsi restituire Nghe An. Nguyễn Huệ inviò allora un esercito guidato dal generale Vũ Văn Nhậm per arrestare il traditore Hữu Chỉnh. Nhậm ebbe facilmente ragione sulle truppe di Chỉnh, che fu catturato e ucciso, ma a sua volta non seppe resistere alla tentazione e prese il potere per sé, mentre l'imperatore Lê Chiêu Thống si era dato alla fuga verso la Cina. L'altro generale Ngô Văn Sở, che aveva accompagnato Nhậm a nord, informò dell'accaduto Nguyễn Huệ e questi guidò personalmente un altro esercito a occupare Thăng Long; dopo aver fatto giustiziare Nhậm tornò a Phú Xuân nominando Ngô Văn Sở responsabile per la capitale. Nel frattempo, sapendo che i Tây Sơn erano concentrati a nord, Nguyễn Ánh aveva lasciato il Siam, si era riorganizzato e nel settembre 1788 riprese definitivamente il controllo di Saigon.

#### Sconfitta degli invasori cinesi

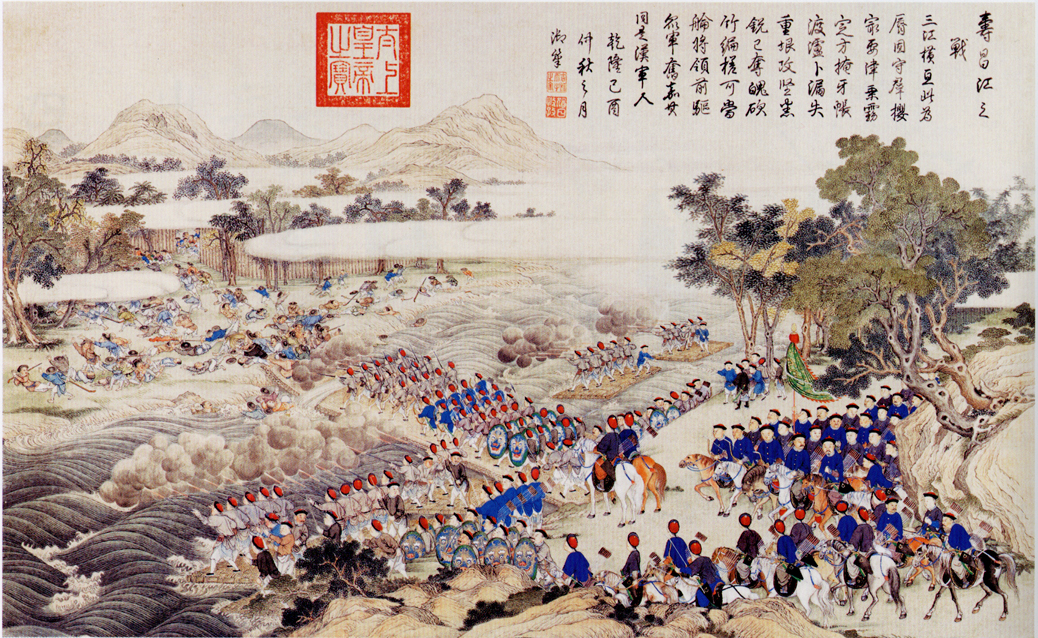
L'esercito cinese entra in Đàng Ngoài

Lê Chiêu Thống, in qualità di vassallo dell'Impero cinese, richiese formalmente all'imperatore Qianlong di intervenire per restituirgli il trono e questi acconsentì. Nell'ottobre 1788 l'esercito cinese attraversò la frontiera, Ngô Văn Sở si rese conto di non avere sufficienti forze per contrastarlo, ordinò alle proprie truppe di ritirarsi subito verso sud e, giunto a Thanh Hoa, inviò un messaggio a Nguyễn Huệ chiedendo rinforzi. I cinesi entrarono a Thăng Long incontrando scarsa opposizione e Lê Chiêu Thống poté tornare sul trono. Nguyễn Huệ fu informato il 21 dicembre 1788, annunciò che Lê Chiêu Thống era un traditore nazionale e il giorno dopo si proclamò imperatore con il nome Quang Trung su una collina vicino a Phú Xuân, ponendo formalmente fine alla dinastia Lê. Si pose quindi a capo di un esercito e marciò nuovamente verso nord. Quando si seppe la notizia, Lê Chiêu Thống lasciò nuovamente la capitale. Il generale dell'esercito cinese Ton Si Nghi (Sun Shi Yi) fece uccidere il messaggero di Quang Trung che gli aveva chiesto di ritirare le truppe.

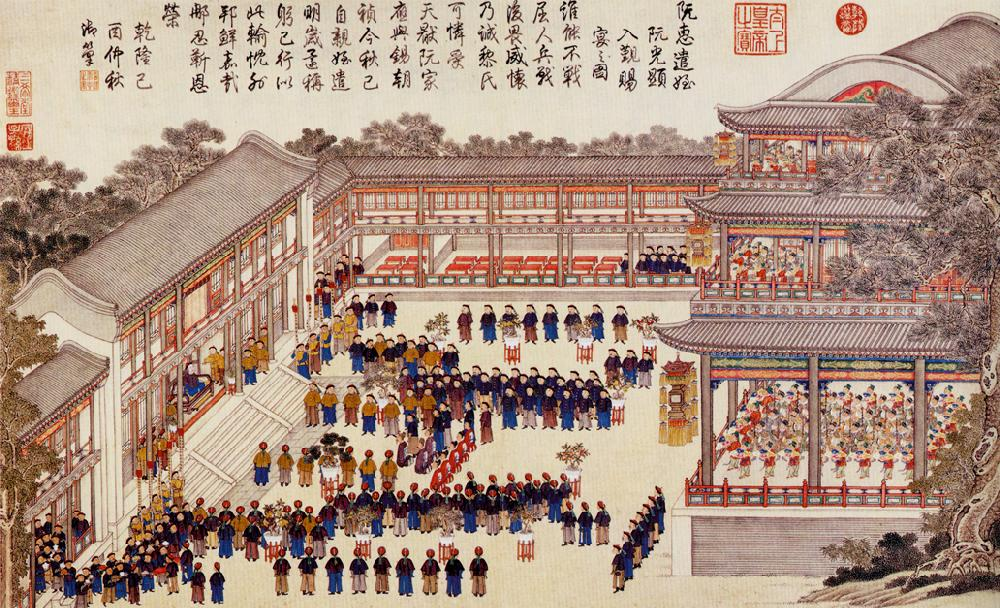
Il nipote di Quang Trung con la delegazione Tây Sơn a Pechino

All'inizio del 1789 l'esercito Tây Sơn giunse a Thăng Long, mentre i cinesi stavano festeggiando il capodanno lunare vietnamita, che corrisponde a quello cinese, e non si aspettavano il pericolo. Quang Trung aveva pianificato l'azione e diede il via all'attacco alla mezzanotte del quinto giorno del capodanno, nel pieno dei festeggiamenti; i cinesi furono colti di sorpresa e facilmente sopraffatti, quelli che riuscirono a salvarsi scapparono sbandati. I cinesi dovettero quindi riconoscere il potere dei Tây Sơn e diedero il via ai contatti diplomatici per l'investitura ufficiale di Quang Trung, che doveva essergli conferita dall'imperatore Qianlong a Pechino. L'imperatore Tây Sơn era preoccupato e preferì mandare a Pechino un suo nipote che gli somigliava, il quale fu accolto con tutti gli onori.

## Governo dei Tây Sơn (1789-1802)
Dopo aver ricevuto il riconoscimento dall'imperatore cinese, i Tây Sơn si dedicarono a risanare l'economia e organizzare il nuovo Stato. Particolare attenzione fu assegnata all'esercito, a ogni vietnamita fu assegnata una carta d'identità in cui risultavano i suoi obblighi militari, e chi ne era sprovvisto veniva subito arruolato; un uomo tra i 18 e i 55 anni ogni tre era arruolato e riceveva un'adeguata formazione militare. Quang Trung pianificò di sottrarre il Guangxi e il Guangdong alla Cina e di invadere il Siam per vendicare l'aiuto che aveva fornito ai Nguyễn. Per la prima volta nella storia del Paese, l'amministrazione statale fu affidata a mandarini militari anziché a civili. Fu inoltre disposto l'acquisto di armi e navi da guerra moderne. Per ridar vigore alle campagne abbandonate e devastate dalle guerre furono incoraggiati i contadini a tornare alle loro case assegnando loro terreni pubblici. Vennero imposte pesanti tasse ai terreni abbandonati per più di un anno; nel giro di tre anni la quantità di prodotti agricoli tornò a essere come prima delle guerre.
Fu dato impulso ai commerci interni e con l'estero, in particolare quelli via terra con la Cina, alle cui frontiere furono appositamente aperti i mercati di Cao Bằng e Lạng Sơn; Quang Trung scrisse che sperava nell'apertura delle frontiere all'imperatore cinese, per creare liberi mercati dove circolassero beni convenienti per chi comprava. In campo culturale fu incoraggiato l'uso del chữ nôm, antico alfabeto vietnamita basato su caratteri cinesi; venne utilizzato per i documenti ufficiali e lo studioso confuciano Nguyễn Thiep fu posto a capo di un'accademia incaricata di tradurre testi in chữ nôm, oltre che di sviluppare la lingua vietnamita. Furono fondate nuove scuole dove tenere gli esami per l'assunzione di funzionari governativi. I missionari cattolici furono trattati con molta tolleranza. Le riforme dei Tây Sơn furono al di sotto delle aspettative, in particolare furono modeste la ridistribuzione delle terre e la riduzione del carico fiscale. Particolarmente grave fu il problema della corruzione dei funzionari amministrativi, che avrebbe spinto molti contadini a schierarsi con i Nguyễn. I Tây Sơn avrebbero potuto fare di più per trasformare la società ma furono penalizzati dalla morte di Quang Trung, avvenuta nel 1792 all'età di 40 anni. Le mancate riforme disillusero i loro sostenitori, molti dei quali lasciarono il movimento.

## Ritorno al potere dei Nguyễn (1787-1802)

### I Tây Sơn perdono definitivamente Saigon

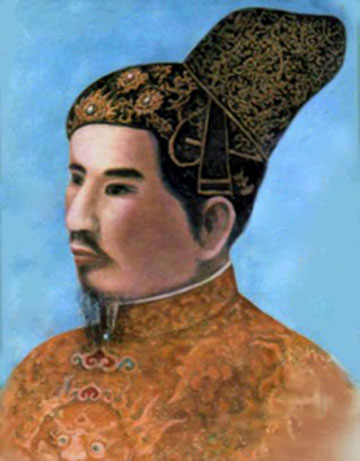
Nguyễn Ánh

Dopo due anni di esilio in Siam, Nguyễn Ánh approfittò delle discordie esistenti tra i Tây Sơn, il cui leader Nguyễn Huệ era inoltre concentrato nella conquista del nord, nel 1787 tornò in Cocincina e si riorganizzò nella zona del delta del Mekong. Tentò di stringere alleanza con il comandante Võ Tánh, il quale con le proprie truppe si era creato nella stessa zona una roccaforte da cui combatteva i Tây Sơn. Võ Tánh si era ribellato a Nguyễn Ánh quando nel 1781 aveva fatto uccidere il generale Đỗ Thanh Nhơn e si rifiutò di unirsi a lui, l'attacco a Gia Dinh non fu quindi possibile. L'anno dopo fu trovato un accordo e venne conquistata Mỹ Tho, che fu il punto di partenza per la conquista di Saigon, avvenuta il 7 settembre 1788. Il fratello di Quang Trung, Nguyễn Lữ, a cui era stata affidata la città e il sud, fuggì a Quy Nhơn all'inizio della battaglia lasciando il comando delle operazioni ai suoi generali.

### Alleanza di Nguyễn Ánh con la Francia
Durante il soggiorno a Bangkok, Nguyễn Ánh si era reso conto che l'alleanza con il Siam sarebbe stata accolta negativamente dal suo popolo a causa della tradizionale rivalità che divideva i due Paesi e aveva quindi chiesto aiuto al missionario francese Pierre-Joseph-Georges Pigneau de Béhaine, vescovo di Adraa e vicario apostolico di Cocincina, che era suo consigliere dal 1777, quando era fuggito la prima volta da Saigon. Gli chiese di intercedere presso l'amministrazione coloniale francese in India per ricevere appoggio militare in cambio di concessioni territoriali e commerciali. Pigneau accettò e si mise in viaggio per Pondicherry, dove il locale governatore francese si oppose all'invio di truppe, ma nel luglio 1786 lo autorizzò a recarsi a Parigi per presentare le richieste alla corte di re Luigi XVI.
Pigneau arrivò a corte nel febbraio 1787 e trovò difficoltà ad ottenere gli aiuti richiesti; in quel periodo la Francia si trovava in un momento di crisi economica che avrebbe portato nel 1789 alla rivoluzione francese. Convinse comunque la corte che stabilire guarnigioni e fortezze francesi sulle coste vietnamite avrebbe garantito il controllo del commercio in quella regione, e nel novembre 1787 fu firmato a Versailles a nome di Nguyễn Ánh un trattato di alleanza tra la Francia e la Cocincina. I francesi si impegnarono a inviare quattro fregate e un contingente militare ben armato in cambio della cessione dell'isola di Pulo Condore e della città di Tourane, l'odierna Da Nang, nonché dei diritti esclusivi per il libero commercio nel Paese. Quando Pigneau giunse a Pondicherry, il governatore francese incaricato di organizzare l'intervento si rifiutò di fornire gli uomini e gli armamenti, ritenendo l'operazione troppo costosa. Pigneau fu quindi costretto a utilizzare i fondi che aveva ricevuto da Nguyễn Ánh e altri raccolti in Francia e in India, grazie ai quali riuscì nell'intento di inviare due navi con mercenari francesi che il 24 luglio 1789 giunsero a Saigon, conquistata il precedente settembre da Nguyễn Ánh.
Nel periodo successivo Nguyễn Ánh riuscì a mantenere il controllo di Saigon e della circostante area di Gia Dinh, oltre a riorganizzare l'esercito ricostruì la pubblica amministrazione e fece importanti riforme per rilanciare l'agricoltura. Nonostante gli eventi legati alla Rivoluzione francese iniziata nel 1789 avessero reso obsoleto il trattato di Versailles del 1787, oltre ai missionari vi furono molti militari francesi che rimasero alla corte di Nguyễn Ánh e contribuirono a organizzare le forze armate. Furono incaricati di addestrare le truppe di terra, formare una moderna flotta militare e costruire solide fortificazioni. Nonostante le sollecitazioni dei militari francesi per intraprendere subito una campagna contro il nord, Nguyễn Ánh preferì sviluppare il controllo sul territorio acquisito prima di conquistarne un altro.

### Morte di Quang Trung e declino dei Tây Sơn
La nuova espansione di Nguyễn Ánh verso il nord ebbe inizio lentamente nel 1790 con l'occupazione dei territori delle odierne province di Ninh Thuận e Bình Thuận. Nel 1792 morì improvvisamente Nguyễn Huệ Quang Trung e gli succedette il figlio di 9 anni Nguyễn Quang Toản che prese il nome Cảnh Thịnh. Nguyễn Ánh ne approfittò e diede nuovo impulso all'avanzata verso nord, quando la maggior parte dei militari francesi aveva lasciato il Paese. I combattimenti si svolsero soprattutto nella zona di Nha Trang nel Vietnam centrale e più a sud in quella di Quy Nhơn, che era la roccaforte di Thái Đức e obiettivo primario di Nguyễn Ánh. I primi attacchi furono portati nelle zone costiere dalla moderna e consistente flotta, che nei primi anni del conflitto navigava verso nord in giugno e luglio sospinta dai venti monsonici provenienti da sud-ovest e ritornava alla base quando arrivava il monsone proveniente da nord-est. I velieri che componevano la flotta erano dotati di un'artiglieria superiore a quella di cui disponevano le difese terrestri e inflissero gravi perdite ai Tây Sơn nel 1792 e 1793.

### Perdita di Quy Nhơn e fine dei Tây Sơn

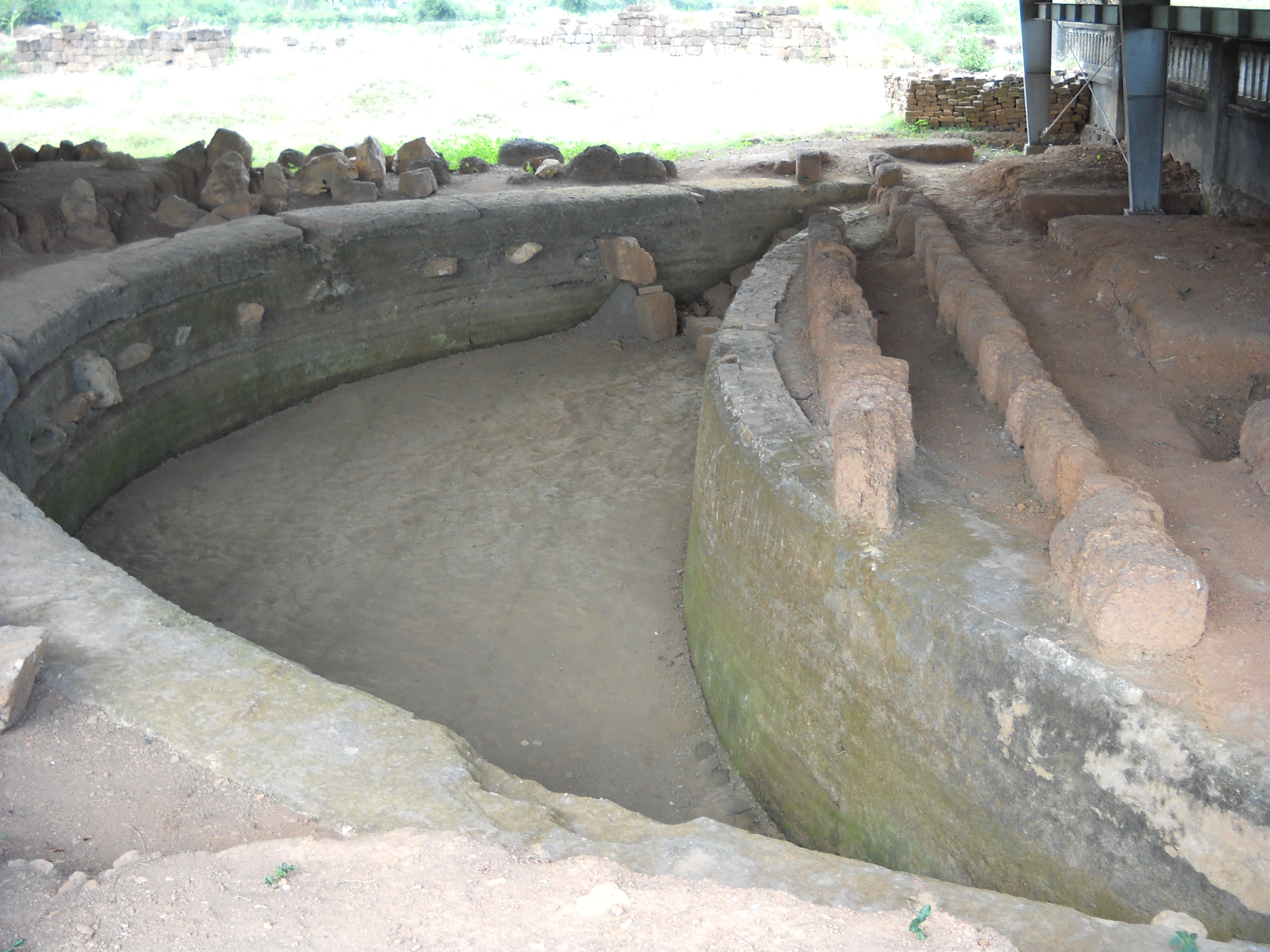
Thành Hoàng Đế, roccaforte dei Tây Sơn presso Quy Nhơn

Nel 1793 Nguyễn Nhạc fu costretto a chiedere l'aiuto delle forze di Quang Toản per arginare gli attacchi. Furono inviati dal nord i migliori generali e le migliori truppe, che ruppero l'assedio a Quy Nhơn e respinsero le forze di Nguyễn Ánh fino a Gia Dinh. Il generale Phạm Công Hưng del nord assunse quindi il controllo di Quy Nhơn e Nguyễn Nhạc morì quello stesso anno, forse per la rabbia di essere stato esautorato. Malgrado gli infruttuosi tentativi di prendere Quy Nhơn, Nguyễn Ánh non si diede per vinto e rinnovò gli attacchi nel 1797 e la città capitolò in quello del 1799. Nel periodo successivo i Tây Sơn furono concentrati nel riprendersi la loro tradizionale roccaforte e ci riuscirono, ma la persero definitivamente nel 1801. In questa fase del conflitto le truppe del sud poterono contare sull'appoggio dei cinesi vietnamiti, che vendicarono così il massacro di cinesi compiuto dai Tây Sơn una ventina di anni prima.
Il 1º giugno 1802 Nguyễn Ánh entrò vittorioso alla testa del suo esercito nella vecchia capitale Huế e si proclamò imperatore con il nome Gia Long, che deriva da Gia Định (Saigon) e Thăng Long (Hanoi) e simbolizza l'unione del sud con il nord del Vietnam. Fondò così la dinastia Nguyễn, l'ultima dinastia monarchica vietnamita che sarebbe durata fino al 1945. Le sue forze armate continuarono a penetrare verso nord e il 22 luglio 1802 presero Hanoi, unificando il Paese e garantendo a Nguyễn Ánh il controllo di un territorio così vasto come nessun sovrano vietnamita aveva mai avuto. In agosto fece giustiziare tutti i membri delle famiglie dei capi Tây Sơn e i generali del loro esercito. La spoglie di Quang Trung e sua moglie furono esumate e dissacrate. Secondo quanto riportano le cronache della dinastia Nguyễn, l'ultimo imperatore Tây Sơn Quang Toản e i suoi tre fratelli Quang Duy, Quang Thiệu e Quang Bàn furono torturati a morte con il metodo del lingchi, per poi essere squartati da elefanti.